# Якутська мова
Яку́тська мо́ва (сах. саха тыла, долг. һака тыла) — мова якутів, основного населення Республіки Саха (суб'єкт РФ), тюркського народу північно-східного Сибіру і деяких прилеглих територій (Східна Азія).
Якутська мова досить відрізняється від інших тюркських мов, особливо в лексиці. Вона має багато слів, яких походження неясне (можливо, з палеоазійських мов). У якутській мові також є немало запозичених слів з монгольських мов. Через часткову русифікацію, іноді є запозичення та кальки з російської мови, усі новітні запозичення міжнародної лексики (напр., радіо).

## Розповсюдження і кількість мовців
Якутською (саха) мовою розмовляють якути і деякі нацменшини Республіки Саха-Якутія (Росія), а також у прилеглих адміністративних одиницях країни — у Магаданській, Іркутській областях, у Красноярському і Хабаровському краях.
Історично так склалося, що якутська мова виконувала роль лінгва франка в Східному Сибіру, тому нею розмовляли (і розмовляють) інші народи регіону — долгани, евени, евенки, юкагіри тощо; крім того поширеними явищами є білінгвізм і багатомовність — російсько-якутсько-юкагірська, російсько-якутсько-евенкійська тощо.
Чисельність носіїв якутської мови за даними препису населення РФ 2002 року — 456 288 осіб.

## Класифікація і діалекти якутської мови
Якутська мова класифікується лінгвістами як північно-східна тюркська мова алтайської мовної сім'ї. У якутській мові виділяють три групи говорів:
- західна група — поширені на лівому березі Лени, вирізняють вілюйські і північно-західні говори;
- східна група — поширені на правому березі Лени, розподіляються на центральні і північно-східні говори)
- долганська група — поширені серед долганів Таймира і Анабарського улусу Сахи.

Долганські говори найчастіше розглядаються як окрема долганська мова (долг. дулҕан тыла), що разом з якутською мовою творить якутську мовну підгрупу.

## Характерні риси якутської мови
Якутська мова є однією з периферійних тюркських мов, що тривалий час перебувала в тісному контакті з монгольськими, тунгусо-маньчжурськими і частково палеоазійськими мовами, що загалом у порівнянні з рештою тюркських мов визначає її значні (крім синтаксису) відмінності від них. Разом з тим якутська мова є однією з найбільш вивчених на сьогодні тюркських мов.
Прикметними особливостями якутської мови є:
У фонетиці:
- наявність первинних довгих голосних і дифтонгів.
- сингармонізм.

У морфології:
- граматична будова в цілому аглютинативна (з елементами аналітизму).
- іменникові властиві категорії числа, відмінків: виділяються два типи відмінювання (безособове і особово-присвійне), система відмінків велика і складна, водночас відсутні спільні для решти тюркських мов родовий і місцевий відмінки.
- прикметник у якутській мові, на відміну від решти тюркських мов, як семантично, так і морфологічно чітко відмежований від іменників і прислівників. Від іменників прикметник відрізняється наявністю форми інтенсива, а від прислівників тим, що ніколи не вживається як обставина образу дії.
- якутському дієслову[4] притаманні категорії способу, часу, особи і числа. У якутській мові розвинута система дієслівних способів (12) — дійсний, стверджувальний, наказовий, спосіб звичної дії, 2 спонукальних, умовний, умовно-бажальний, умовно-побоювальний, умовно-часовий, 2 способи припущення.
- розвинута система числівників і прислівників.
- якутські займенники поділяються на: особові, присвійні, особово-зворотні, вказівні і питальні.
- до службових слів належать післясклади, сполучники, вигуки і звертання (в якутській мові ціла група слів, які вживаються виключно як звертання).

У лексиці:
- значна кількість мовних запозичень з монгольської (2,5 тис. слів), евенкійської та російської: долганський діалект (мова) зазнав особливо значного впливу з боку евенкійської мови.
- дуже спеціфічний вплив російської мови — характеризується як відносно давніми запозиченнями, в т.ч. слів, які втратили/змінили своє первинне значення або втратили/змініли його в самій російський, напр. слово прізвище якутською буде араспааннья від рос. прозвание або карбованець (рубль) — солкуобай від застарілого целковий; в той же час усі новітні запозичення міжнародної лексики здійснюються також за посередництва російської, через що мова преси і телебачення пістрявіє русизмами, які нерідко не є інкорпорованими в мовну практику.

### Іменники
Іменники мають форми множини й однини. Множина утворюється за допомогою суфікса -лар, який може виникати як -лар, -лэр, -лөр, -лор, -тар, -тэр, -төр, -тор, -дар, -дэр, -дөр, -дор, -нар, -нэр, -нөр, або -нор, залежно від попередніх приголосних і голосних. Множина використовується лише тоді, коли йдеться про декілька речей разом, а не під час визначення суми. Іменники не мають роду.
| Звук основи (кінцевий) | Варіанти афікса        | Приклади                                                              |
| ---------------------- | ---------------------- | --------------------------------------------------------------------- |
| Голосні, л             | -лар, -лэр, -лор, -лөр | Кыыллар (звірі), эһэлэр (ведмеді), оҕолор (діти), бөрөлөр (вовки)     |
| к, п, с, х             | -тар, -тэр, -тор, -төр | Аттар (коні), күлүктэр (тіні), оттор (трави), бөлөхтөр (групи)        |
| й, р                   | -дар, -дэр, -дор, -дөр | Баайдар (багаті), эдэрдэр (молоді), хотойдор (орли), көтөрдөр (птахи) |
| м, н, ҥ                | -нар, -нэр, -нор, -нөр | Кыымнар (іскри), илимнэр (мережі), ороннор (ліжка), бөдөҥнөр (великі) |

Також існують деякі неправильні форми множини іменників, напр. уол (хлопець; син) > уолаттар, кыыс (дівчина; дочка) > кыыргыттар.
Якутська мова має вісім відмінків: Називний, знахідний, давальний, розділовий, відкладний, орудний, спільний та порівняльний.
Приклад:
| Відмінок     | эйэ (мир) | Український відповідник | уот (вогонь) | Український відповідник |
| ------------ | --------- | ----------------------- | ------------ | ----------------------- |
| Називний     | эйэ       | мир                     | уот          | вогонь                  |
| Знахідний    | эйэни     | мир                     | уоту         | вогонь                  |
| Давальний    | эйэҕэ     | мирові                  | уокка        | вогневі                 |
| Розділовий   | эйэтэ     | —                       | уотта        | —                       |
| Відкладний   | эйэттэн   | —                       | уоттан       | —                       |
| Орудний      | эйэнэн    | миром                   | уотунан      | вогнем                  |
| Спільний     | эйэлиин   | —                       | уоттуун      | —                       |
| Порівняльний | этэтээҕэр | —                       | уоттааҕар    | —                       |

### Займенники
Особові займенники в якутській мові розрізняють першу, другу і третю особи, а також однину і множину.
| Відмінок — түhүк      | Однина       | Однина       | Однина     | Множина      | Множина      | Множина       |
| Відмінок — түhүк      | 1-а особа    | 2-а особа    | 3-я особа  | 1-а особа    | 2-а особа    | 3-я особа     |
| Відмінок — түhүк      | Я            | Ти           | Він/Вона   | Ми           | Ви           | Вони          |
| --------------------- | ------------ | ------------ | ---------- | ------------ | ------------ | ------------- |
| Називний — төрүөт     | мин          | эн           | кини       | биһиги       | эһиги        | кинилэр       |
| Розділовий — араарыы  | —            | —            | —          | —            | —            | —             |
| Давальний — сыһыарыы  | миэхэ        | эйиэхэ       | киниэхэ    | биһиэхэ      | эһиэхэ       | кинилэргэ     |
| Знахідний — туохтуу   | миигин       | эйигин       | кинини     | биһигини     | эhигини      | кинилэри      |
| Відкладний — таһаарыы | миигиттэн    | эйигиттэн    | киниттэн   | биһигиттэн   | эһигиттэн    | кинилэртэн    |
| Орудний — туттуу      | миигинэн     | эйигинэн     | кининэн    | биһигинэн    | эһигинэн     | кинилэринэн   |
| Спільний — холбуу     | миигинниин   | эйигинниин   | кинилиин   | биһигинниин  | эһигинниин   | кинилэрдиин   |
| Порівняльний — тэҥнии | миигиннээҕэр | эйигиннээҕэр | кинитээҕэр | биһигинээҕэр | эһигиннээҕэр | кинилэрдээҕэр |

### Числівники
| 0    | 1        | 2      | 3    | 4         | 5        | 6        | 7         | 8        | 9         | 10   |                |
| ---- | -------- | ------ | ---- | --------- | -------- | -------- | --------- | -------- | --------- | ---- | -------------- |
| нуул | биир     | икки   | үс   | түөрт     | биэс     | алта     | сэттэ     | аҕыс     | тоҕус     | уон  |                |
|      | 11       | 20     | 30   | 40        | 50       | 60       | 70        | 80       | 90        | 100  | 1000           |
|      | уон биир | сүүрбэ | отут | түөрт уон | биэс уон | алта уон | сэттэ уон | аҕыс уон | тоҕус уон | сүүс | тыһыынча (муҥ) |

## Писемність і абетка
В історії якутської писемності виділяється 4 етапи:
- До початку 1920-х років - писемність на основі кирилиці;
- 1917-1929 роки - писемність Новгородова, що має в основі латинський алфавіт;
- 1929-1939 роки - уніфікований алфавіт на латинській основі;
- З 1939 року - писемність на основі кирилиці.

Сучасна абетка якутської мови — на основі кирилиці з використанням 5 додаткових літер: Ҕҕ, Ҥҥ, Өө, Һһ, Үү і 2 комбінацій: Дь дь, Нь нь. Використовується також 4 дифтонги: уо, ыа, иэ, үө.
Якутська абетка
| А а | Б б | В в   | Г г | Ҕ ҕ | Д д | Дь дь | Е е |
| Ё ё | Ж ж | З з   | И и | Й й | К к | Л л   | М м |
| Н н | Ҥ ҥ | Нь нь | О о | Ө ө | П п | Р р   | С с |
| Һ һ | Т т | У у   | Ү ү | Ф ф | Х х | Ц ц   | Ч ч |
| Ш ш | Щ щ | Ъ ъ   | Ы ы | Ь ь | Э э | Ю ю   | Я я |

Звуки, які означають літери якутської абетки
| Якутська Кирилиця | IPA     | Примітки                                        |
| ----------------- | ------- | ----------------------------------------------- |
| А а               | /a/     |                                                 |
| Б б               | /b/     |                                                 |
| В в               | /v/     | лише в мовних запозиченнях                      |
| Г г               | /g/     | як українське «Ґ»                               |
| Ҕ ҕ               | /ɣ, ʁ/  | «Г з гаком», як українське «Г»                  |
| Д д               | /d/     |                                                 |
| Дь дь             | /ʤ/     | «Д з м'яким знаком» (дзвінке «Ч», як укр. «Дж») |
| Е е               | /e, je/ | лише у мовних запозиченнях                      |
| Ё ё               | /jo/    | лише у мовних запозиченнях                      |
| Ж ж               | /ʒ/     | лише у мовних запозиченнях                      |
| З з               | /z/     | лише у мовних запозиченнях                      |
| И и               | /i/     |                                                 |
| Й й               | /j, j̃/  | йот                                             |
| К к               | /k, q/  |                                                 |
| Л л               | /l/     |                                                 |
| М м               | /m/     |                                                 |
| Н н               | /n/     |                                                 |
| Ҥ ҥ               | /ŋ/     | Лігатура «НГ» (задньоязичне «Н»)                |
| Нь нь             | /ɲ/     | «Н з м'яким знаком» (м'яке «Н»)                 |
| О о               | /o/     |                                                 |
| Ө ө               | /ø/     | «О з перекладиною» (як німецьке «Ö»)            |
| П п               | /p/     |                                                 |
| Р р               | /r/     |                                                 |
| С с               | /s/     |                                                 |
| Һ һ               | /h/     | як англійське «H» (з придиханням)               |
| Т т               | /t/     |                                                 |
| У у               | /u/     |                                                 |
| Ү ү               | /y/     | «Пряма У» (як німецьке «Ü»)                     |
| Ф ф               | /f/     | лише у мовних запозиченнях                      |
| Х х               | /x/     |                                                 |
| Ц ц               | /ʦ/     | лише у мовних запозиченнях                      |
| Ч ч               | /ʧ/     |                                                 |
| Ш ш               | /ʃ/     | лише у мовних запозиченнях                      |
| Щ щ               | /ɕ/     | лише у мовних запозиченнях                      |
| Ъ ъ               | [-]     | лише у мовних запозиченнях                      |
| Ы ы               | /ɯ/     |                                                 |
| Ь ь               | [-]     | лише у мовних запозиченнях                      |
| Э э               | /e/     |                                                 |
| Ю ю               | /ju/    | лише у мовних запозиченнях                      |
| Я я               | /ja/    | лише у мовних запозиченнях                      |

## Історія і застосування якутської мови
Якутська мова тривалий час лишалася безписьменною, розвиваючись виключно як мова розмовна, притому будучи мовою міжнаціонального спілкування у Східному Сибіру, як значно впливала на мови сусідніх народів, так і зазнала зворотніх впливів від них. З приходом російських козаків-першопрохідців з сер. XVII — до сер. XVIII ст.ст. починається тривалий процес впливу російської на якутську. Однак, ані про вивчення (тим більше системного) якутської мови, ані створення писемності для неї в цей період не ідеться.
Цікаво, що як і в більшості випадків, один з перших описів якутів і однозначно перше документальне засвідчення і спробу передати відомості про якутську мову, ми знаходимо у праці західноєвропейця. Отже, таким першим виданням якутською мовою прийнято вважати частину книги нідерландського мандрівника Ніколаса Вітзена (Nicolaas Witsen, *1641-†1717). Цей амстердамський бургомістр якимось дивом відвідав наприкінці XVII ст. Сибір і свої враження від цієї мандрівки переповів у книзі рідною нідерландською мовою «Північна і Східна Тартарія» (нід. Noord en Oost Tartarye), яка вийшла друком у 1692 році. У ній, зокрема, автор помістив 35 якутських слів, 29 числівників і навіть молитву «Отче наш» якутською. Перевидана у 1705 і 1785 рр. ця праця Вітзена довго лишалась фактично єдиним джерелом не лише для Західної Європи з якутської тематики та їхньої мови.
У XIX ст. задля запису якутських текстів, а також перекладної місіонерської літератури використовувались декілька різних абеток на основі кирилиці. Саме в період кін. XIX ст. — поч. XX ст. сформувалась літнорма якутської мови на основі центральних говорів (не в останню чергу під впливом мови фольклору).
У 1917 році нову якутську абетку на основі МФА створив Семен Новгородов. Спочатку він містив лише великі літери, а також знак : для відображення довгих звуків (Як головних, так і приголосних).
У 1924 році цю абетку було реформовано. Пізніше по декількох змінах урешті-решт у 1929 році цю абетку було замінено на уніфіковану тюркську абетку.
Однак у 1939 році латинську абетку якутської мови в терміновому порядку було переведено на сучасну кириличну основу з додатковими літерами.
Якутська мова є однією з найбільш досліджених серед решти тюркських. Перше її ґрунтовне дослідження («Про мову якутів») було здійснено санскритологом О. Н. Бетлінгком (опубліковано німецькою в Петербурзі в 1851 році; в 1990 видано російською). Надалі для вивчення якутської мови мали значення праці Е.К.Пекарського (Словник якутської мови, 1907–1930), В.В.Радлова (Якутська мова у її співвідношенні з ін. тюркськими мовами, 1908), Г. У. Ергіса, Д. Хітрова, С.В.Ястремського, пізніше Л.Н.Харитонова, Є.І.Убрятової, Н.Є.Петрова, П.А.Слєпцова тощо. Сучасними науковими осередками вивчення якутської мови є Інститут гуманітарних досліджень АН Республіки Саха (Якутія), Факультет якутської філології і культури Якутського державного університету.
Якутська мова з-поміж мов народів російської Півночі належить до найрозвинутіших. Нею створено багату літературу, її сучасний стан як державної у Республіці Саха закріплено на законодавчому рівні.
Якутською видаються преса, наукова та навчальна, публіцистична і популярна, художня і дитяча література; ведеться радіо- і телемовлення, викладаються предмети не лише в початковій і середній школі, а і у вишах (якутська і тюркська філологія і культура) республіки. Якутська мова присутня в Інтернеті, в т.ч. функціонує розділ Вікіпедії.
У 2005 році Маріанна Беерле-Моор (Marianne Beerle-Moor), директор Інституту з перекладу Біблії (Institute for Bible Translation) була відзначена орденом за переклад якутською Нового Заповіту.

## Приклад
«Заповіт» Тараса Шевченка якутською мовою переклав якутський радянський поет Георгій Васильєв.
Джерело: Українська бібліотека

## Виноски
1. ↑  Розповсюдженість володіння мовою (крім російської) // Перепис населення Росії 2002. Архів оригіналу за 3 вересня 2011. Процитовано 29 червня 2008. Розповсюдженість володіння мовою (крім російської) // Перепис населення Росії 2002 (рос.)
2. ↑  Якутська мова на krugosvet.ru. Архів оригіналу за 20 травня 2007. Процитовано 29 червня 2008. Якутська мова на krugosvet.ru (рос.)
3. ↑  Граматика якутської мови/Морфологія. Архів оригіналу за 15 травня 2009. Процитовано 29 червня 2008.
4. ↑  Якутська мова/Морфологія/Дієслово. Архів оригіналу за 17 травня 2009. Процитовано 29 червня 2008.
5. ↑  Закон Республики Саха (Якутия) «О языках в Республике Саха (Якутия)», 1992 рік
6. ↑  Якутська Вікіпедія
7. ↑  Вебсторінка Інституту Переклада Біблії (англ.). Архів оригіналу за 17 лютого 2014. Процитовано 14 вересня 2008. [Архівовано 2014-02-17 у Wayback Machine.]